# Акира Химекава
Акира Химекава — псевдоним дуэта японских художниц комиксов. Художницы работают вместе с 1991 года и предпочли не раскрывать своих настоящих имён. Женщин по отдельности зовут А. Хонда и С. Нагано. Ранее их по отдельности звали Акира Каритака и Нуи Оно.

## Работы
- The Dragon Dreams of Twilight (2011 манга)[5]
- Astro Boy (2003 манга)
- Nazca
- The Legend of Zelda серия манг
- The Legend of Zelda: Twilight Princess
- Gliding Reki, рекомендация присяжных от 2007 Japan Media Arts Festival[6]
- Gold Ring (Написанно Кайс Седки, нарисовано Himekawa)